# Zettling
Zettling è una frazione di 1 570 abitanti del comune austriaco di Premstätten, nel distretto di Graz-Umgebung (Stiria). Già comune autonomo, il 1º gennaio 2015 è stato fuso con il comune di Unterpremstätten per costituire il nuovo comune mercato (Marktgemeinde).